# Chasmodia boliviana
Chasmodia boliviana är en skalbaggsart som beskrevs av Ohaus 1905. Chasmodia boliviana ingår i släktet Chasmodia och familjen Rutelidae. Inga underarter finns listade i Catalogue of Life.